# بونيرة بورنيونية
بونيرة بورنيونية (الاسم العلمي:Ponera  borneensis) هي نوع من حشرات تتبع جنس البونيرة من فصيلة النمليات.